# Llista de províncies romanes
Aquest article inclou la llista de divisions de l'administració provincial romana al llarg de diferents períodes històrics.

## Llista de províncies romanes el 14 dC

### Senatorials governades per antics cònsols
- Àfrica
- Àsia

### Senatorials governades per antics pretors
- Hispània Bètica
- Gàl·lia Narbonense
- Sicília
- Macedònia
- Acaia
- Cirene i Creta
- Xipre
- Pont i Bitínia

### Imperials governades per antics cònsols
- Hispània Tarraconense
- Germània Superior
- Germània Inferior
- Dalmàcia
- Pannònia
- Mèsia
- Síria

### Imperials governades per antics pretors
- Lusitània
- Gàl·lia Aquitània
- Gàl·lia Lugdunense
- Gàl·lia Belga
- Sardenya i Còrsega
- Galàcia
- Cilícia

### Imperials governades per procuradors
- Rècia
- Alps Marítims
- Alps Cottis
- Alps Penins
- Nòric
- Tràcia

### Imperials governades per prefectes
- Egipte

## Províncies romanes l'any 211

### Senatorials governades per antics cònsols
- Àfrica
- Àsia

### Senatorials governades per antics pretors
- Hispània Bètica
- Gàl·lia Narbonense
- Sicília
- Macedònia
- Acaia
- Cirene i Creta
- Xipre
- Lícia i Pamfília

### Imperials governades per antics cònsols
- Tarraconense
- Germània Superior
- Germània Inferior
- Dalmàcia
- Pannònia Superior
- Mèsia Superior
- Mèsia Inferior
- Britànnia Inferior
- Britànnia Superior
- Tres Dàcies
- Síria Cele
- Síria Palestina
- Capadòcia

### Imperials governades per antics pretors
- Lusitània
- Gàl·lia Aquitània
- Gàl·lia Lugdunense
- Gàl·lia Belga
- Rècia
- Galàcia
- Cilícia
- Pont i Bitínia
- Nòric
- Pannònia Inferior
- Tràcia
- Síria Fenícia
- Aràbia
- Numídia

### Imperials governades per procuradors
- Sardenya i Còrsega
- Alps Marítims
- Alps Cottis
- Alps Penins
- Epir
- Mauritània Cesariense
- Mauritània Tingitana

### Imperials governades per prefectes
- Egipte
- Mesopotàmia

## Províncies romanes el 395

### Prefectura de les Gàl·lies

#### Vicariat d'Hispània
- Consulars:

- - Bètica
  - Lusitània
  - Galícia

- Praeses:

- - Tarraconense
  - Cartaginense
  - Tingitana
  - Insulae Baleares

#### Vicariat deSeptem Provinciarum
- Consulars:

- - Viennense
  - Lugdunense
  - Germània Primera (Germània Superior)
  - Germània Segona (Germània Inferior)
  - Bèlgica Primera
  - Bèlgica Segona

- Praeses:

- - Alps Penins i Grais
  - Gran Sequània
  - Aquitània Primera
  - Aquitània Segona
  - Novempopulània
  - Narbonense Primera
  - Narbonense Segona
  - Lugdunense Primera
  - Lugdunense Segona
  - Lugdunense Tercera
  - Lugdunense Sènona

#### Vicariat de Britànnia
- consulars:

- - Màxima Cesariense
  - Valèntia

- Praeses:

- - Britànnia Primera
  - Britànnia Segona
  - Flàvia Cesariense

### Prefectura d'Itàlia

#### Vicariat de Roma
- consulars:

- - Campània
  - Túscia i Ùmbria
  - Picè Suburbicari
  - Sicília

- Correctors:

- - Apúlia i Calàbria
  - Bruttium i Lucània

- Praeses:

- - Samni
  - Sardenya
  - Còrsega
  - Valèria

#### Vicariat d'Itàlia
- consulars:

- - Venècia i Ístria
  - Emília
  - Ligúria
  - Flamínia i Picè Annonari

- Praeses:

- - Alps Cottis
  - Rècia Primera
  - Rècia Segona

#### Subvicariat d'Il·líria occidental
- consulars:

- - Pannònia Segona

- correctors:

- - Sàvia

- Praeses:

- - Pannònia Primera
  - Dalmàcia
  - Nòric Mediterrani
  - Nòric Ripense
  - Valèria Ripense

#### Vicariat de l'Àfrica
El vicari d'Àfrica responia davant l'emperador i no davant el Prefecte d'Itàlia.
- consulars:

- - Bizacena
  - Numídia

- Praeses

- - Tripolitana
  - Mauritània Sitifiense
  - Mauritània Cesariense

### Prefectura d'Il·líria

#### Diòcesis de Dàcia
Directament dependent del prefecte (no hi havia vicari).
- consular:

- - Dàcia Mediterrània

- Praeses:

- - Mèsia Primera (Mèsia Superior)
  - Prevalitana
  - Dardània

- Dux:

- - Dàcia Ripense

#### Proconsolat d'Acaia
Directament dependent del prefecte.
- Acaia

#### Vicariat de Macedònia
- consulars:

- - Macedònia
  - Creta

- Praeses:

- - Tessàlia
  - Epir vell
  - Epir nou
  - Macedònia Salutaris, repartida entre la Diòcesi de Dàcia i el vicariat de Macedònia.

### Prefectura d'Orient

#### Vicariat dels Comtes d'Orient
- consulars:

- - Palestina Primera
  - Fenícia
  - Síria Primera
  - Cilícia Primera
  - Xipre

- Praeses:

- - Palestina Segona
  - Palestina Salutaris
  - Fenícia libanesa
  - Eufratense
  - Síria Salutaris
  - Osroene
  - Mesopotàmia
  - Cilícia Segona

- Comte militar

- - Isàuria

- Dux

- - Aràbia

#### Subprefectura Augustràlia
- Praeses:

- - Líbia Superior
  - Líbia Inferior
  - Tebaida
  - Egipte
  - Arcàdia

- Corrector:

- - Augustenses

#### Diòcesis d'Àsia
- consulars:

- - Pamfília
  - Lídia
  - Cària
  - Lícia
  - Licaònia
  - Psídia
  - Frígia Pacatiana
  - Frígia Salutaris

#### Vicariat del Pont
- consulars:

- - Bitínia
  - Galàcia

- corrector:

- - Paflagònia

- Praeses

- - Honoriados
  - Galàcia Salutaris
  - Capadòcia Primera
  - Capadòcia Segona
  - Hel·lenopont
  - Pont Polemoniac
  - Armènia Primera
  - Armènia Segona

#### Vicariat de Tràcia
- consulars:

- - Europa
  - Tràcia

- Praeses:

- - Hemimontus
  - Ròdope
  - Mèsia Segona (Mèsia Inferior)
  - Escítia

#### Dependències directes de l'Emperador
En segon grau del Procònsol d'Àsia.
- consular:

- - Hel·lespont

- Praeses:

- - Província Insular (o Província de les Illes)